# Бабич, Борис Карлович
Борис Карлович Бабич (1903 год, Катериновка — 1966 год, Киев) — украинский советский ортопед, травматолог. Доктор медицинских наук (1941), профессор (1946).

## Биография
Родился в 1903 году в селе Катериновка Верхнеднепровского уезда Екатеринославской губернии. В 1927 году окончил Харьковский медицинский институт. Во время Великой Отечественной войны служил военным врачом.
В 1947-1952 годах — главный ортопед-травматолог Министерства здравоохранения СССР. В 1960-1966 годах — руководитель клиники травматологии Киевского НИИ ортопедии. Внёс большой вклад в организацию ортопедо-травматологической помощи на Украине.
Умер в 1966 году. Похоронен на Байковом кладбище (участок № 1).

## Научная деятельность
Научные работы Бориса Бабича посвящены, среди прочего, проблемам костно-суставного туберкулёза (впервые в СССР предложил функциональный метод лечения), огнестрельного остеомиелита.